# Heliophila remotiflora
Heliophila remotiflora är en korsblommig växtart som beskrevs av Otto Eugen Schulz. Heliophila remotiflora ingår i släktet solvänner, och familjen korsblommiga växter. Inga underarter finns listade i Catalogue of Life.